# The Necromancer; or, The Tale of the Black Forest
Le Nécromancien, ou le Conte de la Forêt-Noire
]
The Necromancer; or, The Tale of the Black Forest (Le Nécromancien, ou le Conte de la Forêt-Noire) est un roman gothique de Ludwig Flammenberg (pseudonyme de Carl Friedrich Kahlert) publié pour la première fois en 1794. C'est l'un des « sept romans épouvantables » mentionnés dans le roman de Jane Austen, L'Abbaye de Northanger.
Le roman consiste en une série de contes hauts en couleur, mettant en scène créatures fantômatiques, violences et meurtres, au fil des aventures de Hermann et de Helfried où apparaît le mystérieux sorcier Volkert le Nécromancien - qui est semble-t-il, revenu de parmi les morts... C'est la Forêt-Noire, en Allemagne, qui sert de cadre à toutes ces péripéties. 
L'ouvrage a récemment été réédité par Valancourt Books, dans une édition moderne qui confirme l'identité de l'auteur allemand du roman. Du fait qu'on le disait initialement avoir été « traduit du livre allemand de Lawrence Flammenberg par Peter Teuthold », bon nombre de ses lecteurs, et quelques spécialistes, ont supposé que c'était là un moyen d'ajouter un parfum d'authenticité à un texte gothique en mettant en avant son origine germanique, car c'était là une pratique courante dans l'édition britannique de l'époque. Ce roman cependant a bien été écrit initialement en allemand par Karl Friedrich Kahlert, puis traduit par Peter Teuthold. 
Michel Sadleir note que « pour ses descriptions grandiloquentes » d'épisodes « épouvantables », pour la passion pure que son style met à mettre en scène le surnaturel, l'ouvrage se  situe à un rang élevé parmi ses contemporains,.